# Bull Gamma 10
Le Gamma 10 est un ordinateur de gestion conçu et commercialisé par la Compagnie des Machines Bull à partir de 1963.
Construit comme successeur du Gamma 3 et en réponse au succès du 1401 transistorisé d'IBM, le Gamma 10 est un ordinateur de deuxième génération, compact et destiné aux entreprises. Issu du contexte de modernisation de Bull sous l’égide de General Electric, il consolide la transition de la mécanographie vers l’informatique.
Très populaire dans les petites et moyennes entreprises européennes au cours des années 1960, le Gamma 10 est notable pour être le premier ordinateur européen à dépasser les 1 000 exemplaires vendus.

## Description
Le Gamma 10 utilise une technologie mixte à base de transistors au germanium, de diodes et de relais électromécaniques. Son architecture modulaire est typique des années 1960, construite autour de modules logiques interchangeables enfichés sur un fond de panier. Chaque module contient des composants discrets soudés sur circuits imprimés. Le processeur comprend environ 570 de ces modules, totalisant environ 5 000 transistors et 10 000 diodes. Plus de 2500 points de tests complètent l'ensemble pour faciliter le diagnostic.
La mémoire centrale à tores magnétiques pouvait contenir entre 1 024 et 4 096 caractères codés sur 7 bits, soit une capacité effective de 7 à 28 kilobits, comparable à celle de ses principaux concurrents de l'époque. L’ordinateur se programmait en assembleur, nommé autocode chez Bull. Il disposait d’un jeu de 56 instructions optimisées pour les tâches de gestion : tri, recherche, comparaison de champs, mise à jour de fichiers, etc. Les programmes étaient chargés en mémoire vive via les cartes perforées, et son débogage, traçage pas à pas, inspection des registres, se faisait via un panneau de contrôle.
Le Gamma 10 était équipé d’un lecteur-perforateur de cartes perforées capable de traiter environ 300 cartes par minute (5 cartes par seconde), ainsi que d’une imprimante à tambour d'une capacité d'impression de 5 lignes par seconde. L’ensemble de la machine, particulièrement compact pour son époque, occupait environ 20 m² et consommait jusqu’à 2,5 kW sans nécessiter de climatisation, permettant une installation dans des locaux standards d’entreprise. Cette compacité était notamment rendue possible par l’intégration du lecteur de cartes perforées – principal périphérique d’E/S – directement dans l’unité centrale. Bull en confia le design au designer industriel Philippe Charbonneaux.
A partir de 1967, Bull ajouta un dérouleur de bande magnétique comme périphérique de stockage. Chaque bande pouvait contenir 1,2 millions de caractères (environ 1 Mo), et deux dérouleurs pouvaient être connectés au Gamma 10.
Le Gamma 10 se distinguait également par sa capacité à gérer des entrées/sorties en parallèle, telles que la lecture, le calcul, la perforation de cartes et l'impression.

## Succès commercial et postérité
Le Gamma 10 fut l'ordinateur le plus vendu des années 1960 sur le marché français. À la fin de 1968, Bull en avait vendu 1 412 exemplaires dont 644 en France, devant ses principaux rivaux, les IBM 360/20 et 1401. Robustes, peu onéreux et réputés faciles à programmer, les Gamma 10 restèrent populaires dans les petites entreprises jusque dans les années 1970.
Le Gamma 10 fut remplacé par le Gamma 55 à partir de 1967, bien que le Gamma 10 resta au catalogue encore quelque temps après.
Un exemplaire fonctionnel du Gamma 10 est exposé au musée Technikum29 en Allemagne et régulièrement présenté au public.

## Galerie

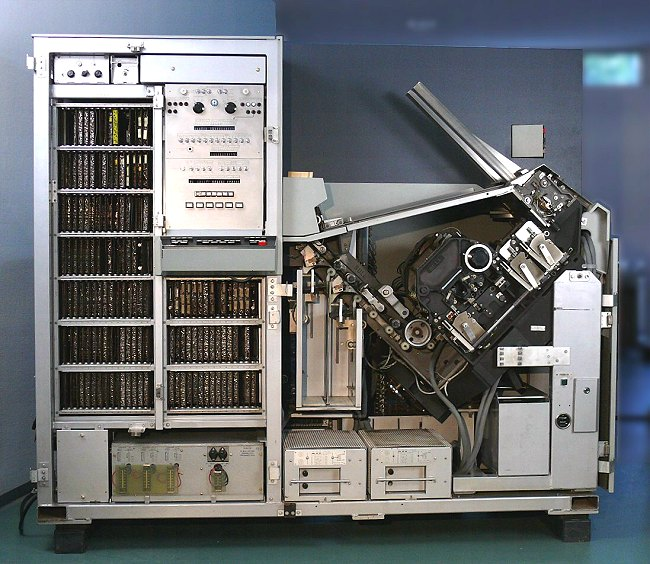
Vue frontale du Gamma 10 sans le panneau de protection. Le CPU est visible à gauche, le lecteur-perforateur à droite. Au centre haut, le panneau de contrôle
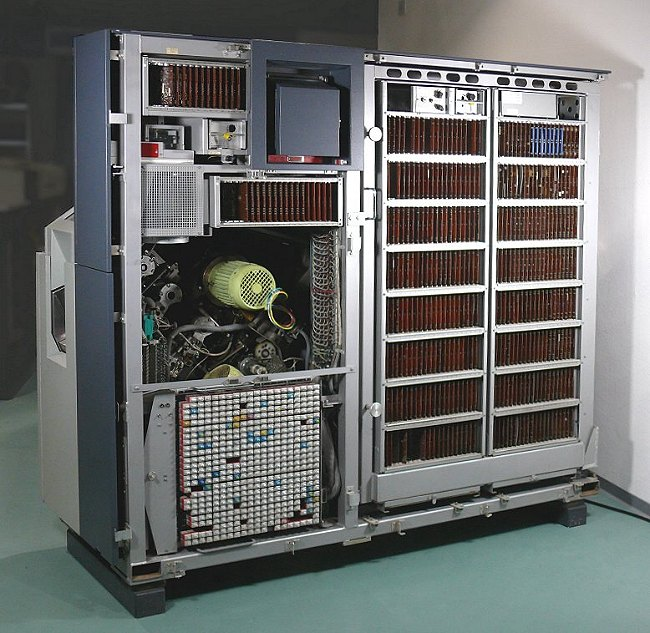
Vue arrière du Gamma 10, panneau de protection démonté
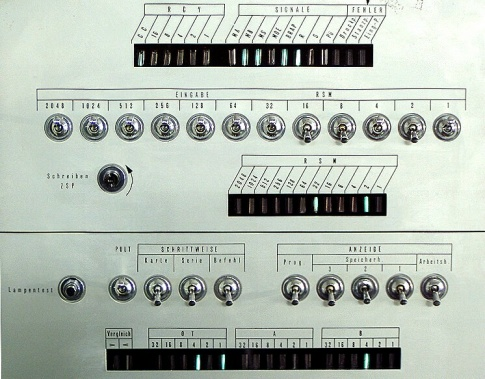
Vue rapprochée du panneau de contrôle en fonctionnement. Certains témoins lumineux sont éclairés en vert
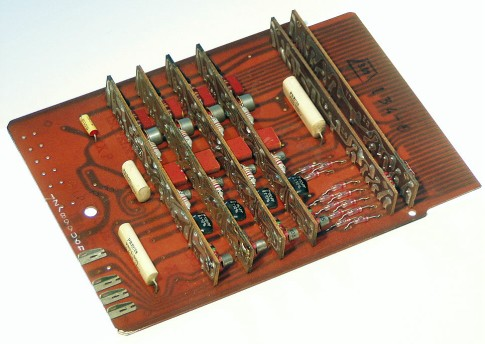
Vue rapprochée d'un des modules formant le CPU